# Виндбах
Виндбах (нем. Windbach) — ручей в Германии, протекает по земле Гессен, в коммуне Арберген. Левый приток реки Ар.
Виндбах берёт начало западнее посёлка Хаузен-юбер-Аар. Течёт на восток, пересекает федеральную автодорогу B 54 и впадает в реку Ар. В верхнем и среднем течении ручей протекает по глубокому оврагу. Этот овраг образовался в результате эрозии почвы, которой способствовала интенсивная вырубка лесов в XVII—XVIII веках.